# Succede a chi ci crede
Succede a chi ci crede è un album del cantautore italiano Gatto Panceri, pubblicato dall'etichetta discografica Mercury (codice catalogo: 518 251-2) con distribuzione PolyGram nel 1993.
I brani sono composti interamente dallo stesso artista, che ne cura gli arrangiamenti e la produzione artistica insieme al bassista della Premiata Forneria Marconi, Patrick Djivas.
Nel 1994 ne viene pubblicata un'edizione che contiene in aggiunta Amarsi un po', cover della canzone del 1977 firmata Battisti-Mogol.

## Tracce

### CD
Testi e musiche di Gatto Panceri, eccetto dove indicato.
1. Abita in te – 4:28
2. Succede a chi ci crede – 4:09
3. Sinceramente non ho bisogno di... – 4:09
4. Divento di vento – 4:19
5. Azzurri nel blu – 5:15
6. Come un libro aperto – 4:27
7. Tamburo – 4:21
8. Randagismo – 4:57
9. Un quintale di sensibilità – 4:31
10. La raccolta del grano – 4:33
11. Gran velocità – 3:45
12. Io, Maria, José e Gesù – 4:09
13. Amarsi un po' – 4:47 (testo: Mogol – musica: Lucio Battisti) – (aggiunta nella ristampa del 1994 dell'album)

## Formazione
- Gatto Panceri – voce, chitarra acustica (1,2,3,6,8,10 e 11), chitarra acustica ritmica (9), chitarra elettrica (1,2,3,8,10 e 12), chitarra elettrica ritmica (5), chitarra (4), cori (1,2,3,4,5,7,8,9,10 e 11), tastiera (6,7 e 10)
- Andrea Braido – chitarra elettrica (1,3,6,7,9,11 e 12), chitarra elettrica solista (2,5,6 e 8), chitarra acustica solista (5), chitarra classica solista (10)
- Lucio Bardi – chitarra elettrica (1,3,6,7 e 8) chitarra acustica (7)
- Polo Jones – basso (1,2,3,4,6,7,8,9,10,11 e 12)
- Lele Melotti – batteria (1,2,3,4,7,8,9,10 e 12), supervisione ritmica (5)
- Antonella Pepe – voci femminili (1 e 10), cori (3,5,8 e 12)
- Aida Cooper – voci femminili (1), cori (3,8 e 12)
- Thierry Eliez – tastiera (2,5,6,8,9,10 e 12), pianoforte (4)
- Amedeo Bianchi – sax (2,3,5 e 12)
- Claudio Pascoli – sax (2,5 e 12)
- Patrick Djivas – archi (4), programmazione batteria e basso (5), tastiera (6,7,10 e 11)
- Naco – percussioni (5,8 e 11), grilli e cicale (10), effetti vocali (11)
- Pietro Nobile – chitarra acustica (5), chitarra in arpeggio (9 e 11)
- Michael Barry – batteria (6 e 11)

### Produzione
- Patrick Djivas – produzione
- Registrazioni effettuate allo studio Esagono di Rubiera (Reggio Emilia) e allo studio Aereostella di Milano
- Claudio Morselli – ingegnere delle registrazioni (studio Esagono)
- Patrick Djivas – ingegnere delle registrazioni (studio Aereostella)
- Mixato da Maurizio Camagna allo studio Metropolis di Milano
- Masterizzato da Antonio Baglio allo studio Profile di Milano
- Arrangiamenti cori: Gatto Panceri
- Programmazione computer: Patrick Djivas
- Progettazione, coordinamento e realizzazione grafica: Stefano Steo Zacchi e Francesco Buttafava per Showbiz (Bologna)
- Foto di copertina:Giovanni Cozzi (fronte) e Patrick Djivas (retro)
- Foto interne: Stefano Zacchi, Gatto Panceri, Patrick Nicholas, Giovanni Cozzi, Roberta e Valeria Geninazza[1]